# Montmort-Lucy
Montmort-Lucy je francouzská obec v departementu Marne v regionu Grand Est. Žije zde 650 obyvatel.

## Geografie

### Sousední obce
| Růžice kompasu | Le Baizil | Brugny-Vaudancourt | Morangis Moslins         | Růžice kompasu |
| Růžice kompasu | Corribert | Sever              | Chaltrait Blancs-Coteaux | Růžice kompasu |
| Růžice kompasu | Corribert | Montmort-Lucy      | Chaltrait Blancs-Coteaux | Růžice kompasu |
| Růžice kompasu | Corribert | Jih                | Chaltrait Blancs-Coteaux | Růžice kompasu |
| Růžice kompasu | La Caure  | Congy              | Loisy-en-Brie Étoges     | Růžice kompasu |